# Смертельный совет
«Смертельный совет» (англ. Deadly Advice) — художественный фильм режиссёра Мэнди Флетчер.

## Сюжет
Мать двух дочерей Ирис Гринвуд (Бренда Фрикер) правит домом железной рукой и имеет такую власть над своими дочерьми, что они ощущают себя пожизненными «старыми девами». У младшей сестры Джоди (Джейн Хоррокс) есть чувства к местному врачу, но мужчина намного старше её, и мать решительно осуждает её. Старшая сестра Бет (Имельда Стонтон) имеет относительную свободу и отношения с мужчиной в Бристоле, но не видит никакого будущего под диктатом матери. Хотя обе девушки хотели бы избавиться от матери, ничего не происходит, пока Джоди не наталкивается в архивах на дело Армстронга, человека, который поставил город на карту, направляемый нелюбящей его женой.